# Список призёров летних Олимпийских игр 1976
XXI летние Олимпийские игры проводились в Монреале (Канада) с 17 июля по 1 августа 1976 года.

## Медалисты

### Академическая гребля

#### Мужчины
| Дисциплина                      | Золото | Серебро | Бронза |
| Одиночки                        | Пертти Карппинен Финляндия | Петер-Михаэль Кольбе ФРГ | Йоахим Драйфке ГДР |
| Двойки парные                   | Норвегия · Альф Хансен · Франк Хансен | Великобритания · Крис Бэйлью · Майкл Харт | ГДР · Ханс-Ульрих Шмид · Юрген Бертов |
| Четвёрки парные                 | ГДР · Вольфганг Гюльденпфеннинг · Рюдигер Райхе · Карл-Хайнц Бусерт · Михаэль Вольфграмм                                                                             | СССР · Евгений Дулеев · Юрий Якимов · Айвар Лаздениекс · Витаутас Буткус                                                                        | Чехословакия · Ярослав Геллебранд · Владек Лацина · Зденек Пецка · Вацлав Вохоска                                                                |
| Двойки распашные без рулевого   | ГДР · Йорг Ландфойгт · Бернд Ландфойгт | США · Кэлвин Коффи · Майкл Стейнс | ФРГ · Петер ван Ройе · Томас Штраусс |
| Двойки распашные с рулевым      | ГДР · Харальд Ерлинг · Фридрих-Вильхельм Ульрих · Георг Шпор (рулевой)                                                                                               | СССР · Юрий Шуркалов · Дмитрий Бехтерев · Юрий Лоренцсон (рулевой)                                                                              | Чехословакия · Олдржих Свояновский · Павел Свояновский · Лудвик Вебр (рулевой)                                                                   |
| Четвёрки распашные без рулевого | ГДР · Зигфрид Брицке · Андреас Деккер · Штефан Земмлер · Вольфганг Магер                                                                                             | Норвегия · Оле Нафстад · Арне Бергодд · Финн Тветер · Рольф Андреассен                                                                          | СССР · Рауль Арнеманн · Николай Кузнецов · Валерий Долинин · Анушаван Гасан-Джалалов                                                             |
| Четвёрки распашные с рулевым    | СССР · Владимир Ешинов · Николай Иванов · Александр Клепиков · Михаил Кузнецов · Александр Лукьянов (рулевой) · Александр Сема (в финале не участвовал)              | ГДР · Андреас Шульц · Рюдигер Кунце · Вальтер Диснер · Улльрих Диснер · Йоханнес Томас                                                          | ФРГ · Ханс-Йохан Фербер · Зигфрид Фрикке · Ральф Кубайль · Петер Нихузен · Хартмут Венцель                                                       |
| Восьмёрки распашные с рулевым   | ГДР · Бернд Баумгарт · Готтфрид Дён · Вернер Клатт · Ханс-Йоахим Люк · Дитер Вендиш · Роланд Костульски · Ульрих Карнац · Карл-Хайнц Прудёль · Карл-Хайнц Даниловски | Великобритания · Джеймс Кларк · Тим Крукс · Ричард Лестер · Хью Мэтесон · Дэвид Максвелл · Леонард Робертсон · Патрик Свини · Фредерик Смолбоун | Новая Зеландия · Саймон Дики · Питер Дигнан · Тревор Кокер · Алек Маклейн · Дейв Роджер · Айван Сазерленд · Тони Хёрт · Линдси Уилсон · Атол Эрл |

#### Женщины
| Дисциплина                    | Золото | Серебро | Бронза |
| Одиночки                      | Кристине Шайблих ГДР | Джоан Линд США | Елена Антонова СССР |
| Двойки парные                 | Болгария · Светла Оцетова · Здравка Йорданова | ГДР · Сабине Ян · Петра Бёслер | СССР · Элеонора Каминскайте · Геновайте Рамошкене                                                                                       |
| Четвёрки парные с рулевой     | ГДР · Анке Борхман · Ютта Лау · Виола Полай · Росвита Цобельт · Лиане Вайгельт                                                                           | СССР · Галина Ермолаева · Мира Брюнина · Лариса Попова · Анна Кондрашина · Надежда Чернышова (рулевая)                                                                     | Румыния · Иоана Тудоран · Фелича Афрэсилоаие · Элисабета Лазэр · Мария Микша · Элена Джуркэ (рулевая)                                   |
| Двойки распашные без рулевой  | Болгария · Сийка Келбечева · Стоянка Груйчева | ГДР · Ангелика Ноак · Сабине Дене | ФРГ · Эдит Экбауэр · Теа Айнёдер |
| Четвёрки распашные с рулевой  | ГДР · Карин Метце · Бианка Шведе · Габриеле Лос · Андреа Курт · Забине Хес                                                                               | Болгария · Капка Георгиева · Гинка Гюрова · Марийка Модева · Рени Йорданова · Лиляна Васева                                                                                | СССР · Надежда Севостьянова · Людмила Крохина · Галина Мишенина · Анна Пасоха · Лидия Крылова (рулевая)                                 |
| Восьмёрки распашные с рулевой | ГДР · Виола Горецки · Кристиане Кнеч · Илона Рихтер · Бригитте Аренхольц · Моника Каллис · Хенриетта Эберт · Хельма Леман · Ирина Мюллер · Марина Вильке | СССР · Любовь Талалаева · Надежда Рощина · Клавдия Коженкова · Елена Зубко · Ольга Колкова · Нелли Тараканова · Надежда Розгон · Ольга Гузенко · Ольга Пуговская (рулевая) | США · Линн Силлиман · Энн Уорнер · Джеки Зок · Марион Грег · Пегги Маккарти · Гейл Рикетсон · Кэрол Браун · Анита Дефранц · Кэри Грейвз |

### Баскетбол
| Дисциплина | Золото | Серебро | Бронза |
| Мужчины    | США Фил Форд · Стив Шеппард · Эдриан Дэнтли · Уолтер Дэвис · Куинн Бакнер · Эрни Грюнфельд · Кенни Карр · Скотт Мэй · Тейт Армстронг · Том Лагард · Фил Хаббард · Митч Купчак                                                | Югославия Благоя Георгиевски · Драган Кичанович · Винко Еловац · Райко Жижич · Желько Ерков · Андро Кнего · Зоран Славнич · Крешимир Чосич · Дамир Шолман · Жарко Вараич · Дражен Далипагич · Мирза Делибашич | СССР Владимир Арзамасков · Александр Сальников · Валерий Милосердов · Алжан Жармухамедов · Андрей Макеев · Иван Едешко · Сергей Белов · Владимир Ткаченко · Анатолий Мышкин · Михаил Коркия · Александр Белов · Владимир Жигилий             |
| Женщины    | СССР Ольга Барышева · Тамара Даунене · Наталья Климова · Татьяна Овечкина · Ангеле Рупшене · Надежда Шуваева · Надежда Захарова · Ульяна Семёнова · Раиса Курвякова · Нелли Ферябникова · Ольга Сухарнова · Татьяна Надырова | США Синди Брогдон · Сюзан Ройцевич · Энн Мейерс · Луиза Харрис · Нэнси Данкл · Шарлотта Льюис · Нэнси Либерман · Гейл Маркис · Патрисия Робертс · Мэри Энн О'Коннор · Пэт Саммитт · Джульен Симпсон           | Болгария Красимира Богданова · Диана Дилова · Красимира Гьюрова · Пенка Методиева · Снежана Михайлова · Гиргина Скерлатова · Мария Стоянова · Маргарита Штаркелова · Петкана Макавеева · Надька Голчева · Пенка Стоянова · Тодорка Йорданова |

### Бокс
| Категория   | Золото                 | Серебро                 | Бронза                         |
| До 48 кг    | Хорхе Эрнандес Куба    | Ли Бён Ук КНДР          | Орландо Мальдонадо Пуэрто-Рико |
| До 48 кг    | Хорхе Эрнандес Куба    | Ли Бён Ук КНДР          | Паяо Поонтарат Таиланд         |
| До 51 кг    | Лео Рендольф США       | Рамон Дувалон Куба      | Лешек Блажиньский Польша       |
| До 51 кг    | Лео Рендольф США       | Рамон Дувалон Куба      | Давид Торосян СССР             |
| До 54 кг    | Ку Ён Джу КНДР         | Чарльз Муни США         | Патрик Кауделл Великобритания  |
| До 54 кг    | Ку Ён Джу КНДР         | Чарльз Муни США         | Виктор Рыбаков СССР            |
| До 57 кг    | Анхель Эррера Куба     | Рихард Новаковский ГДР  | Лешек Коседовский Польша       |
| До 57 кг    | Анхель Эррера Куба     | Рихард Новаковский ГДР  | Хуан Паредес Мексика           |
| До 60 кг    | Говард Дэвис США       | Симион Куцов Румыния    | Аце Русевский Югославия        |
| До 60 кг    | Говард Дэвис США       | Симион Куцов Румыния    | Василий Соломин СССР           |
| До 63,5 кг  | Рэй Леонард США        | Андрес Альдама Куба     | Владимир Колев Болгария        |
| До 63,5 кг  | Рэй Леонард США        | Андрес Альдама Куба     | Казимеж Щерба Польша           |
| До 67 кг    | Йохен Бахфельд ГДР     | Педро Гамарро Венесуэла | Райнхард Скрицек ФРГ           |
| До 67 кг    | Йохен Бахфельд ГДР     | Педро Гамарро Венесуэла | Виктор Зильберман Румыния      |
| До 71 кг    | Ежи Рыбицкий Польша    | Тадия Качар Югославия   | Роландо Гарбей Куба            |
| До 71 кг    | Ежи Рыбицкий Польша    | Тадия Качар Югославия   | Виктор Савченко СССР           |
| До 75 кг    | Майкл Спинкс США       | Руфат Рискиев СССР      | Луис Мартинес Куба             |
| До 75 кг    | Майкл Спинкс США       | Руфат Рискиев СССР      | Алек Нэстак Румыния            |
| До 81 кг    | Леон Спинкс США        | Сиксто Сория Куба       | Костикэ Дафиною Румыния        |
| До 81 кг    | Леон Спинкс США        | Сиксто Сория Куба       | Януш Гортат Польша             |
| Свыше 81 кг | Теофило Стивенсон Куба | Мирча Шимон Румыния     | Кларенс Хилл Бермуды           |
| Свыше 81 кг | Теофило Стивенсон Куба | Мирча Шимон Румыния     | Джон Тейт США                  |

### Борьба

#### Греко-римская борьба
| Дисциплина   | Золото                    | Серебро                     | Бронза                     |
| До 48 кг     | Алексей Шумаков СССР      | Георге Берчану Румыния      | Стефан Ангелов Болгария    |
| До 52 кг     | Виталий Константинов СССР | Нику Гынгэ Румыния          | Коитиро Хирояма Япония     |
| До 57 кг     | Пертти Уккола Финляндия   | Иван Фргич Югославия        | Фаргат Мустафин СССР       |
| До 62 кг     | Казимеж Липень Польша     | Нельсон Давидян СССР        | Ласло Реци Венгрия         |
| До 68 кг     | Сурен Налбандян СССР      | Штефан Русу Румыния         | Хайнц-Хельмут Велинг ГДР   |
| До 74 кг     | Анатолий Быков СССР       | Витезслав Маха Чехословакия | Карл-Хайнц Хельбинг ФРГ    |
| До 82 кг     | Момир Петкович Югославия  | Владимир Чебоксаров СССР    | Иван Колев Болгария        |
| До 90 кг     | Валерий Резанцев СССР     | Стоян Николов Болгария      | Чеслав Квециньский Польша  |
| До 100 кг    | Николай Балбошин СССР     | Камен Горанов Болгария      | Анджей Скшидлевский Польша |
| Свыше 100 кг | Александр Колчинский СССР | Александр Томов Болгария    | Роман Кодряну Румыния      |

#### Вольная борьба
| Дисциплина   | Золото                      | Серебро                 | Бронза                      |
| До 48 кг     | Хасан Исаев Болгария        | Роман Дмитриев СССР     | Акира Кудо Япония           |
| До 52 кг     | Юдзи Такада Япония          | Александр Иванов СССР   | Чон Хэ Соп Республика Корея |
| До 57 кг     | Владимир Юмин СССР          | Ханс-Дитер Брюхерт ГДР  | Масао Араи Япония           |
| До 62 кг     | Ян Джон Мо Республика Корея | Зэвэгийн Ойдов Монголия | Джин Дэвис США              |
| До 68 кг     | Павел Пинигин СССР          | Ллойд Кизер США         | Ясабуро Сугавара Япония     |
| До 74 кг     | Дзиитиро Датэ Япония        | Мансур Барзегар Иран    | Стэнли Дзидзич США          |
| До 82 кг     | Джон Петерсон США           | Виктор Новожилов СССР   | Адольф Зегер ФРГ            |
| До 90 кг     | Леван Тедиашвили СССР       | Бенджамин Петерсон США  | Стельян Морков Румыния      |
| До 100 кг    | Иван Ярыгин СССР            | Рассел Хелликсон США    | Димо Костов Болгария        |
| Свыше 100 кг | Сослан Андиев СССР          | Йожеф Балла Венгрия     | Ладислау Шимон Румыния      |

### Велоспорт

#### Шоссейные гонки
| Дисциплина      | Золото                                                                         | Серебро                                                                          | Бронза                                                           |
| Групповая гонка | Бернт Юханссон Швеция                                                          | Джузеппе Мартинелли Италия                                                       | Мечислав Новицкий Польша                                         |
| Командная гонка | СССР · Ааво Пиккуус · Валерий Чаплыгин · Анатолий Чуканов · Владимир Каминский | Польша · Рышард Шурковский · Тадеуш Мытник · Мечислав Новицкий · Станислав Шозда | Дания · Йёрн Лунд · Вернер Блаудзун · Герд Франк · Йорген Хансен |

#### Гонки на треке
| Дисциплина                         | Золото                                                         | Серебро                                                                      | Бронза                                                                   |
| Гит с места, 1 км                  | Клаус-Юрген Грюнтке ГДР                                        | Мишель Вартен Бельгия                                                        | Нильс Фредборг Дания                                                     |
| Спринт                             | Антон Ткач Чехословакия                                        | Даниэль Морелон Франция                                                      | Юрген Гешке ГДР                                                          |
| Индивидуальная гонка преследования | Грегор Браун ФРГ                                               | Херман Понстен Нидерланды                                                    | Томас Хушке ГДР                                                          |
| Командная гонка преследования      | ФРГ · Петер Фонхоф · Грегор Браун · Ханс Лутц · Гюнтер Шумахер | СССР · Виктор Соколов · Владимир Осокин · Александр Перов · Виталий Петраков | Великобритания · Иан Хэллем · Иан Бенбёри · Майкл Беннетт · Робин Крокер |

### Водное поло
|         | Золото | Серебро | Бронза |
| Мужчины | Венгрия · Габор Чапо · Тибор Червеньяк · Тамаш Фараго · Дьёрдь Герандаш · Дьёрдь Хоркай · Дьёрдь Кенез · Ференц Конрад · Эндре Мольнар · Ласло Шароши · Аттила Шудар · Иштван Сивош-младший | Италия · Умберто Панераи · Рольдано Симеони · Риккардо Де Маджистрис · Алессандро Гибеллини · Санте Марсили · Винченцо Д'Анджело · Марчелло Дель Дука · Джанни Де Маджистрис · Альберто Альберани · Сильвио Бараккини · Луиджи Кастаньола | Нидерланды · Алекс Бугсхотен · Антон Бюнк · Питер де Зварте · Илья Хупелман · Эверт Крон · Николас Вендеверд · Ханс Смитс · Гейзе Стробур · Хендрик Тонен · Йоханнес ван Зеланд · Ян Эверт Вер |

### Волейбол
|         | Золото | Серебро | Бронза |
| Женщины | Япония · Юко Аракида · Дзюри Ёкояма · Марико Ёсида · Такако Иида · Кацуко Канэсака · Киёми Като · Этико Маэда · Норико Мацуда · Марико Окамото · Такако Сираи · Масако Такаянаги · Хироми Яно                                          | СССР · Лариса Берген · Ольга Козакова · Наталья Кушнир · Нина Мурадян · Лилия Осадчая · Анна Ростова · Любовь Рудовская · Инна Рыскаль · Нина Смолеева · Людмила Чернышёва · Людмила Щетинина · Зоя Юсова                   | Республика Корея · Ли Сун Бок · Ю Джон Хе · Ли Сун Ок · Пэк Мён Сон · Чан Хе Сук · Ма Гым Джа · Юн Ён Нэ · Ю Гён Хва · Пак Ми Гым · Чон Сун Ок · Чо Хе Джон · Пён Гён Джа                                                     |
| Мужчины | Польша · Бронислав Бебель · Рышард Босек · Томаш Вуйтович · Веслав Гавловский · Збигнев Зажицкий · Марек Карбаж · Лех Ласко · Збигнев Любеевский · Мирослав Рыбачевский · Влодзимеж Садальский · Эдвард Скорек · Влодзимеж Стефаньский | СССР · Владимир Дорохов · Александр Ермилов · Вячеслав Зайцев · Владимир Кондра · Олег Молибога · Анатолий Полищук · Александр Савин · Павел Селиванов · Юрий Старунский · Владимир Уланов · Владимир Чернышёв · Ефим Чулак | Куба · Рауль Вильчес · Виктор Гарсия · Диего Лапера · Леонель Маршалл · Эрнесто Мартинес · Лоренсо Мартинес · Хорхе Перес Венто · Антонио Родригес · Хесус Савинье · Карлос Салас · Викториано Сармьентос · Альфредо Фигередо |

### Гандбол
| Дисциплина | Золото | Серебро | Бронза |
| Мужчины    | СССР · Александр Анпилогов · Евгений Чернышёв · Анатолий Федюкин · Валерий Гассий · Василий Ильин · Михаил Ищенко · Юрий Кидяев · Юрий Климов · Владимир Кравцов · Сергей Кушнирюк · Юрий Лагутин · Владимир Максимов · Александр Резанов · Николай Томин     | Румыния · Штефан Бирталан · Адриан Косма · Чезар Дрэгэницэ · Александру Фёлькер · Кристиан Гацу · Мирча Грабовски · Роланд Гуннеш · Габриэл Кичид · Гицэ Лику · Николаэ Мунтяну · Корнел Пену · Вернер Штёкль · Константин Тудосие · Раду Война | Польша · Здзислав Антчак · Януш Бжозовский · Пётр Цесла · Ян Гмырек · Альфред Калузиньский · Ежи Клемпель · Зигфрид Кухта · Ежи Мельцер · Ryszard Przybysz · Henryk Rozmiarek · Анджей Соколовский · Andrzej Szymczak · Mieczysław Wojczak · Włodzimierz Zieliński |
| Женщины    | СССР · Любовь Бережная · Людмила Бобрусь · Алдона Чесайтите · Татьяна Глущенко · Лариса Карлова · Мария Литошенко · Нина Лобова · Татьяна Кочергина · Людмила Панчук · Рафига Шабанова · Наталья Шерстюк · Людмила Шубина · Зинаида Турчина · Галина Захарова | ГДР · Габриэле Бадорек · Ханнелоре Бурош · Росвита Краузе · Waltraud Kretzschmar · Эвелин Мац · Liane Michaelis · Eva Paskuy · Кристина Рихтер · Кристина Рост · Silvia Siefert · Марион Тиц · Петра Улиг · Christina Voß · Hannelore Zober     | Венгрия · Эва Андьял · Мария Берсеньи · Агота Буйдошо · Клара Хорват · Сюзанна Петё · Каталин Тот Харшаньи · Розалия Томан · Марта Пачаи · Илона Надь · Марианна Надь · Эржебет Немет · Амалия Штербински · Борбала Тот Харшаньи · Мария Ванья                     |

### Гребля на байдарках и каноэ

#### Мужчины
| Дисциплина                 | Золото                                                                      | Серебро                                                                                  | Бронза                                                                 |
| -------------------------- | --------------------------------------------------------------------------- | ---------------------------------------------------------------------------------------- | ---------------------------------------------------------------------- |
| Каноэ-одиночка — 500 м     | Александр Рогов СССР                                                        | Джон Вуд Канада                                                                          | Матия Любек Югославия                                                  |
| Каноэ-одиночка — 1000 м    | Матия Любек Югославия                                                       | Василий Юрченко СССР                                                                     | Тамаш Вихман Венгрия                                                   |
| Каноэ-двойка — 500 м       | СССР · Сергей Петренко · Александр Виноградов                               | Польша · Ежи Опара · Анджей Гронович                                                     | Венгрия · Тамаш Будаи · Оскар Фреи                                     |
| Каноэ-двойка — 1000 м      | СССР · Сергей Петренко · Александр Виноградов                               | Румыния · Георге Даньелов · Георге Симьонов                                              | Венгрия · Тамаш Будаи · Оскар Фреи                                     |
| Байдарка-одиночка — 500 м  | Василе Дыба Румыния                                                         | Золтан Станить Венгрия                                                                   | Рюдигер Хельм ГДР                                                      |
| Байдарка-одиночка — 1000 м | Рюдигер Хельм ГДР                                                           | Геза Чапо Венгрия                                                                        | Василе Дыба Румыния                                                    |
| Байдарка-двойка — 500 м    | ГДР · Йоахим Маттерн · Бернд Ольбрихт                                       | СССР · Сергей Нагорный · Владимир Романовский                                            | Румыния · Поликарп Малыхин · Ларьон Сергей                             |
| Байдарка-двойка — 1000 м   | СССР · Сергей Нагорный · Владимир Романовский                               | ГДР · Йоахим Маттерн · Бернд Ольбрихт                                                    | Венгрия · Золтан Бако · Иштван Сабо                                    |
| Байдарка-четвёрка — 1000 м | СССР · Сергей Чухрай · Александр Дегтярёв · Юрий Филатов · Владимир Морозов | Испания · Хосе Мария Эстебан · Хосе Рамон Лопес · Эрминио Менендес · Луис Грегорио Рамос | ГДР · Рюдигер Хельм · Франк-Петер Бишоф · Бернд Дювиньо · Юрген Ленерт |

#### Женщины
| Дисциплина                | Золото                            | Серебро                               | Бронза                               |
| ------------------------- | --------------------------------- | ------------------------------------- | ------------------------------------ |
| Байдарка-одиночка — 500 м | Карола Цирцов ГДР                 | Татьяна Коршунова СССР                | Клара Райнаи Венгрия                 |
| Байдарка-двойка — 500 м   | СССР · Нина Гопова · Галина Крефт | Венгрия · Анна Пфеффер · Клара Райнаи | ГДР · Бербель Кёстер · Карола Цирцов |

### Дзюдо
| Категория   | Золото                   | Серебро                     | Бронза                        |
| До 63 кг    | Эктор Родригес Куба      | Чан Ын Гён Республика Корея | Феличе Мариани Италия         |
| До 63 кг    | Эктор Родригес Куба      | Чан Ын Гён Республика Корея | Йожеф Тунчик Венгрия          |
| До 70 кг    | Владимир Невзоров СССР   | Кодзи Курамото Япония       | Мариан Талай Польша           |
| До 70 кг    | Владимир Невзоров СССР   | Кодзи Курамото Япония       | Патрик Виаль Франция          |
| До 80 кг    | Исаму Сонода Япония      | Валерий Двойников СССР      | Славко Обадов Югославия       |
| До 80 кг    | Исаму Сонода Япония      | Валерий Двойников СССР      | Пак Ён Чхоль Республика Корея |
| До 93 кг    | Кадзухиро Ниномия Япония | Рамаз Харшиладзе СССР       | Юрг Рётлисбергер Швейцария    |
| До 93 кг    | Кадзухиро Ниномия Япония | Рамаз Харшиладзе СССР       | Дэвид Старбрук Великобритания |
| Свыше 93 кг | Сергей Новиков СССР      | Гюнтер Нойройтер ФРГ        | Аллен Коадж США               |
| Свыше 93 кг | Сергей Новиков СССР      | Гюнтер Нойройтер ФРГ        | Сумио Эндо Япония             |
| Абсолютная  | Харуки Уэмура Япония     | Кит Ремфри Великобритания   | Чо Джэ Ги Республика Корея    |
| Абсолютная  | Харуки Уэмура Япония     | Кит Ремфри Великобритания   | Шота Чочишвили СССР           |

### Конный спорт
| Дисциплина                     | Золото                                                               | Серебро                                                                      | Бронза                                                                          |
| ------------------------------ | -------------------------------------------------------------------- | ---------------------------------------------------------------------------- | ------------------------------------------------------------------------------- |
| Выездка Личное первенство      | Кристин Штюкельбергер Швейцария                                      | Харри Больдт ФРГ                                                             | Райнер Климке ФРГ                                                               |
| Выездка Командное первенство   | ФРГ · Харри Больдт · Габриела Грилло · Райнер Климке                 | Швейцария · Кристин Штюкельбергер · Ульрих Леман · Дорис Рамзайер            | США · Хильда Гёрни · Дороти Моркис · Эдит Мастер                                |
| Троеборье Личное первенство    | Эдмунд Коффин США                                                    | Майкл Пламб США                                                              | Карл Шульц ФРГ                                                                  |
| Троеборье Командное первенство | США · Эдмунд Коффин · Майкл Пламб · Брюс Дэвидсон · Мари Анна Тауски | ФРГ · Отто Аммерман · Херберт Блёккер · Хельмут Ретемайер · Карл Шульц       | Австралия · Мервин Беннет · Денис Пиготт · Вэйн Ройкрофт · Билл Ройкрофт        |
| Конкур Личное первенство       | Альвин Шокемёле ФРГ                                                  | Мишель Вейянкур Канада                                                       | Франсуа Мати Бельгия                                                            |
| Конкур Командное первенство    | Франция · Юбер Паро · Мишель Рош · Марк Роге · Жан-Марсель Розье     | ФРГ · Альвин Шокемёле · Пауль Шокемёле · Зёнке Зёнкзен · Ханс Гюнтер Винклер | Бельгия · Эрик Ваутерс · Франсуа Мати · Эдгар-Анри Куэппе · Станни ван Паэссхен |

### Лёгкая атлетика

#### Мужчины
| Дисциплины      | Золото                                                            | Золото      | Серебро                                                                      | Серебро   | Бронза                                                                    | Бронза    |
| --------------- | ----------------------------------------------------------------- | ----------- | ---------------------------------------------------------------------------- | --------- | ------------------------------------------------------------------------- | --------- |
| 100 м           | Хейсли Кроуфорд · Тринидад и Тобаго                               | 10.06       | Дон Куорри · Ямайка                                                          | 10.08     | Валерий Борзов · СССР                                                     | 10.14     |
| 200 м           | Дон Куорри · Ямайка                                               | 20.23       | Миллард Хэмптон · США                                                        | 20.29     | Дуэйн Эванс · США                                                         | 20.43     |
| 400 м           | Альберто Хуанторена · Куба                                        | 44.26       | Фред Ньюхаус · США                                                           | 44.40     | Герман Фрейзер · США                                                      | 44.95     |
| 800 м           | Альберто Хуанторена · Куба                                        | 1:43.50 WR* | Иво Ван-Дамм · Бельгия                                                       | 1:43.86   | Уолхатер, Рик · США                                                       | 1:44.12   |
| 1500 м          | Джон Уокер · Новая Зеландия                                       | 3:39.17     | Иво Ван-Дамм · Бельгия                                                       | 3:39.27   | Велльман, Пауль-Хайнц ФРГ                                                 | 3:39.33   |
| 5000 м          | Лассе Вирен · Финляндия                                           | 13:24.76    | Дик Квакс · Новая Зеландия                                                   | 13:25.16  | Клаус-Петер Хильденбранд ФРГ                                              | 13:25.38  |
| 10 000 м        | Лассе Вирен · Финляндия                                           | 27:40.38    | Карлуш Лопиш · Португалия                                                    | 27:45:17  | Брендан Фостер · Великобритания                                           | 27:54.92  |
| 110 м с/б       | Ги Дрю · Франция                                                  | 13.28       | Алехандро Касаньяс · Куба                                                    | 13.33     | Вилли Дэвенпорт · США                                                     | 13.38     |
| 400 с/б         | Эдвин Мозес · США                                                 | 47.64 WR    | Шайн, Майкл · США                                                            | 48.69     | Евгений Гавриленко · СССР                                                 | 49.45     |
| 3000 с/пр       | Андерс Гёрдеруд · Швеция                                          | 8:08.02 WR  | Бронислав Малиновский · Польша                                               | 8:09.11   | Франк Баумгартль · ГДР                                                    | 8:10.36   |
| 4×100 м         | США Харви Гланс · Джонни Джонс · Миллард Хэмптон · Стив Риддик    | 38.33       | ГДР Кокот, Манфред · Пфейфер, Йорг · Куррат, Клаус-Дитер · Тиеме, Александер | 38.66     | СССР Александр Аксинин · Николай Колесников · Юрий Силов · Валерий Борзов | 38.78     |
| 4×400 м         | США Герман Фрейзер · Бенджамин Браун · Фред Ньюхаус · Макси Паркс | 2.58,65     | Польша Ришард Подляс · Ян Вернер · Збигнев Яремский · Ежи Петшик             | 3.01,43   | ФРГ Хофмайстер, Франц-Петер Криг, Лотар Шмид, Харальд Херрман, Бернд      | 3.01,98   |
| Марафон         | Вальдемар Церпински · ГДР                                         | 2:09.55,0   | Шортер, Фрэнк · США                                                          | 2:10.45,8 | Лисмон, Карел · Бельгия                                                   | 2:11.12,6 |
| Ходьба 20 км    | Даниэль Баутиста · Мексика                                        | 1:24.40,6   | Рейманн, Ханс-Георг · ГДР                                                    | 1:25.13,6 | Петер Френкель · ГДР                                                      | 1:25.29,4 |
| Прыжки в длину  | Робинсон, Арни · США                                              | 8,35        | Уильямс, Рэнди · США                                                         | 8,11      | Вартенберг, Франк · ГДР                                                   | 8,02      |
| Тройной прыжок  | Виктор Санеев · СССР                                              | 17,29       | Баттс, Джеймс (легкоатлет) · США                                             | 17,18     | Оливейра, Жуан Карлуш ди · Бразилия                                       | 16,90     |
| Прыжки в высоту | Яцек Вшола · Польша                                               | 2.25        | Джой, Грег · Канада                                                          | 2.23      | Стоунз, Дуайт · США                                                       | 2.21      |
| Прыжки с шестом | Слюсарский, Тадеуш · Польша                                       | 5.50        | Антти Каллиомяки · Финляндия                                                 | 5.50      | Робертс, Дэвид · США                                                      | 5.50      |
| Толкание ядра   | Байер, Удо · ГДР                                                  | 21.05       | Миронов, Евгений · СССР                                                      | 21.03     | Барышников, Александр · СССР                                              | 21.00     |
| Метание диска   | Уилкинс, Мак · США                                                | 67.50       | Шмидт, Вольфганг · ГДР                                                       | 66.22     | Пауэлл, Джон · США                                                        | 65.70     |
| Метание копья   | Немет, Миклош · Венгрия                                           | 94.58 WR    | Сийтонен, Ханну · Финляндия                                                  | 87.92     | Мегелеа, Георге · Румыния                                                 | 87.16     |
| Метание молота  | Юрий Седых · СССР                                                 | 77.52       | Спиридонов, Алексей · СССР                                                   | 76.08     | Бондарчук, Анатолий · СССР                                                | 75.48     |
| Десятиборье     | Брюс Дженнер · США                                                | 8618 WR     | Гвидо Крачмер ФРГ                                                            | 8411      | Николай Авилов · СССР                                                     | 8369      |

#### Женщины
| Event           | Золото                                                                    | Золото     | Серебро                                                                  | Серебро | Бронза                                                                                 | Бронза  |
| --------------- | ------------------------------------------------------------------------- | ---------- | ------------------------------------------------------------------------ | ------- | -------------------------------------------------------------------------------------- | ------- |
| 100 м           | Рихтер, Аннегрет ФРГ                                                      | 11,08      | Штехер, Ренате · ГДР                                                     | 11,13   | Хельтен, Инге ФРГ                                                                      | 11,17   |
| 200 м           | Вёккель, Бербель · ГДР                                                    | 22,37 OR   | Рихтер, Аннегрет ФРГ                                                     | 22,39   | Штехер, Ренате · ГДР                                                                   | 22,47   |
| 400 м           | Ирена Шевиньская · Польша                                                 | 49,28 WR   | Кристина Бремер · ГДР                                                    | 50,51   | Эллен Штрайдт · ГДР                                                                    | 50,55   |
| 800 м           | Казанкина, Татьяна · СССР                                                 | 1.54,94 OR | Николина Штерева · Болгария                                              | 1.55,42 | Цинн, Элфи · ГДР                                                                       | 1.55,60 |
| 1500 м          | Казанкина, Татьяна · СССР                                                 | 4:05,48    | Хоффместер, Гунхильд · ГДР                                               | 4.06,02 | Клапежински, Ульрике · ГДР                                                             | 4.06,09 |
| 100 м с/б       | Йоханна Шаллер · ГДР                                                      | 12.77      | Анисимова, Татьяна · СССР                                                | 12.78   | Лебедева, Наталья · СССР                                                               | 12.80   |
| 4×100 м         | ГДР Марлис Эльснер · Штехер, Ренате · Бодендорф, Карла · Вёккель, Бербель | 42.55 OR   | ФРГ Поссекель, Эльвира Хельтен, Инге Рихтер, Аннегрет Кронигер, Аннегрет | 42.59   | СССР Пророченко, Татьяна · Маслакова, Людмила · Надежда Бесфамильная · Анисимова, Вера | 43.09   |
| 4×400 м         | ГДР Малецки, Дорис · Роде, Бригитте · Эллен Штрайдт · Кристина Бремер     | 3.19,23 WR | США Сэпентер, Дебра · Ингрэм, Шейла · Джайлс, Памела · Брайант, Розалин  | 3.22,81 | СССР Инта Климовича · Людмила Аксёнова · Наталья Соколова · Надежда Ильина             | 3.24,24 |
| Прыжки в длину  | Ангела Фойгт · ГДР                                                        | 6.72       | Макмиллан, Кэти (легкоатлетка) · США                                     | 6.66    | Лидия Алфеева · СССР                                                                   | 6.60    |
| Прыжки в высоту | Аккерман, Розмари · ГДР                                                   | 1.93 OR    | Симеони, Сара · Италия                                                   | 1.91    | Благоева, Йорданка · Болгария                                                          | 1.91    |
| Толкание ядра   | Иванка Христова · Болгария                                                | 21.16      | Надежда Чижова · СССР                                                    | 20.96   | Гелена Фибингерова · Чехословакия                                                      | 20.67   |
| Метание диска   | Эвелин Яль · ГДР                                                          | 69.00      | Мария Вергова · Болгария                                                 | 67.30   | Хинцманн, Габриэле · ГДР                                                               | 66.84   |
| Метание копья   | Рут Фукс · ГДР                                                            | 65.94      | Беккер, Марион ФРГ                                                       | 64.70   | Шмидт, Кейт · США                                                                      | 63.96   |
| Пятиборье       | Зигрун Зигль · ГДР                                                        | 4745       | Лазер, Кристине · ГДР                                                    | 4745    | Поллак, Бурглинде · ГДР                                                                | 4740    |

### Парусный спорт

#### Мужчины
|                                           | Золото                          | Серебро                                    | Бронза                           |
| 470 двухместный швертбот 28 яхт в классе  | ФРГ · Франк Хюбнер · Харро Боде | Испания · Антонио Горостеги · Педро Мильет | Австралия · Иан Браун · Иан Рафф |
| Финн одноместный швертбот 28 яхт в классе | Йохен Шюман ГДР                 | Андрей Балашов СССР                        | Джон Бертранд Австралия          |

#### Открытые классы
|                                                        | Золото                                                              | Серебро                                               | Бронза                                               |
| Летучий голландец двухместный швертбот 20 яхт в классе | ФРГ Йёрг Диш Эккарт Диш                                             | Великобритания · Родни Пэттисон · Джульен Брук Хайтон | Бразилия · Риналду Конрад · Петер Фиккер             |
| Солинг килевая яхта 24 яхты в классе                   | Дания · Поул Рихард Хой Енсен · Вальдемар Бандоловски · Эрик Хансен | США · Джон Колиус · Уолтер Глазго · Ричард Хёпфнер    | ГДР · Дитер Белов · Михаэль Цахрис · Олаф Энгельхард |
| Темпест двухместная килевая яхта 16 яхт в классе       | Швеция · Юн Альбрехтссон · Ингвар Ханссон                           | СССР · Валентин Манкин · Владислав Акименко           | США · Деннис Коннер · Конн Финдли                    |
| Торнадо двухместный катамаран 14 яхт в классе          | Великобритания · Рег Уайт · Джон Осборн                             | США · Дэвид Макфолл · Майкл Ротуэлл                   | ФРГ Йорг Шпенглер Йорг Шмалль                        |

### Плавание

#### Мужчины
| Дисциплина                       | Золото                                                              | Серебро | Бронза                                                                        |
| -------------------------------- | ------------------------------------------------------------------- | --- | ----------------------------------------------------------------------------- |
| 100 м вольным стилем             | Джеймс Монтгомери США                                               | Джек Бабашофф США                                                                                               | Петер Нокке ФРГ                                                               |
| 200 м вольным стилем             | Брюс Фёрнисс США                                                    | Джон Нэйбер США                                                                                                 | Джеймс Монтгомери США                                                         |
| 400 м вольным стилем             | Брайан Гуделл США                                                   | Тимоти Шау США                                                                                                  | Владимир Раскатов СССР                                                        |
| 1500 м вольным стилем            | Брайан Гуделл США                                                   | Роберт Хэкетт США                                                                                               | Стефен Холланд Австралия                                                      |
| 100 м на спине                   | Джон Нэйбер США                                                     | Питер Рокка США                                                                                                 | Роланд Маттес ГДР                                                             |
| 200 м на спине                   | Джон Нэйбер США                                                     | Питер Рокка США                                                                                                 | Дэниел Харригэн США                                                           |
| 100 м брассом                    | Джон Хенкен США                                                     | Дэвид Вилки Великобритания                                                                                      | Арвидас Юозайтис СССР                                                         |
| 200 м брассом                    | Дэвид Вилки Великобритания                                          | Джон Хенкен США                                                                                                 | Ричард Колелла США                                                            |
| 100 м баттерфляем                | Мэттью Воджел США                                                   | Джозеф Боттом США                                                                                               | Гэри Холл-старший США                                                         |
| 200 м баттерфляем                | Майкл Бранер США                                                    | Стивен Грегг США                                                                                                | Уильям Форрестер-младший США                                                  |
| 400 м комплексным плаванием      | Родни Стрэчэн США                                                   | Александр Макки США                                                                                             | Андрей Смирнов СССР                                                           |
| Эстафета 4×200 м вольным стилем  | США · Джон Нэйбер · Майкл Бранер · Брюс Фёрнисс · Джеймс Монтгомери | СССР · Владимир Раскатов · Андрей Богданов · Сергей Копляков · Андрей Крылов · Владимир Михеев · Андрей Смирнов | Великобритания · Алан Макклэтчи · Брайан Бринкли · Гордон Дауни · Дэвид Дюнне |
| Эстафета 4×100 м комбинированная | США · Джон Нэйбер · Джон Хенкен · Мэттью Воджел · Джеймс Монтгомери | Канада · Стефен Пикелл · Грэхэм Смит · Клэй Эванс · Гэри Макдоналд                                              | ФРГ · Михаэль Краус · Вальтер Куш · Петер Нокке · Клаус Штайнбах              |

#### Женщины
| Дисциплина                       | Золото                                                                  | Серебро                                                               | Бронза                                                               |
| -------------------------------- | ----------------------------------------------------------------------- | --------------------------------------------------------------------- | -------------------------------------------------------------------- |
| 100 м вольным стилем             | Корнелиа Эндер ГДР                                                      | Петра Пример ГДР                                                      | Энит Бригита Нидерланды                                              |
| 200 м вольным стилем             | Корнелиа Эндер ГДР                                                      | Ширли Бабашофф США                                                    | Энит Бригита Нидерланды                                              |
| 400 м вольным стилем             | Петра Тюмер ГДР                                                         | Ширли Бабашофф США                                                    | Шэннон Смит Канада                                                   |
| 800 м вольным стилем             | Петра Тюмер ГДР                                                         | Ширли Бабашофф США                                                    | Венди Вейнберг США                                                   |
| 100 м на спине                   | Ульрике Рихтер ГДР                                                      | Биргит Трайбер ГДР                                                    | Нэнси Гарапик Канада                                                 |
| 200 м на спине                   | Ульрике Рихтер ГДР                                                      | Биргит Трайбер ГДР                                                    | Нэнси Гарапик Канада                                                 |
| 100 м брассом                    | Ханнелоре Анке ГДР                                                      | Любовь Русанова СССР                                                  | Марина Кошевая СССР                                                  |
| 200 м брассом                    | Марина Кошевая СССР                                                     | Марина Юрченя СССР                                                    | Любовь Русанова СССР                                                 |
| 100 м баттерфляем                | Корнелиа Эндер ГДР                                                      | Андреа Поллак ГДР                                                     | Венди Боглиоли США                                                   |
| 200 м баттерфляем                | Андреа Поллак ГДР                                                       | Ульрике Таубер ГДР                                                    | Роземари Габриель ГДР                                                |
| 400 м комплексным плаванием      | Ульрике Таубер ГДР                                                      | Черил Гибсон Канада                                                   | Ребекка Смит Канада                                                  |
| Эстафета 4×100 м вольным стилем  | США · Кимберли Пейтон · Джилл Стеркел · Ширли Бабашофф · Венди Боглиоли | ГДР · Петра Пример · Корнелиа Эндер · Клаудиа Хемпель · Андреа Поллак | Канада · Ребекка Смит · Гэйл Амандрад · Барбара Кларк · Анне Джардин |
| Эстафета 4×100 м комбинированная | ГДР · Ульрике Рихтер · Ханнелоре Анке · Корнелиа Эндер · Андреа Поллак  | США · Камилле Райт · Ширли Бабашофф · Линда Джезек · Лаура Сиринг     | Канада · Сьюзан Слоан · Робин Корсилья · Венди Хогг · Анне Джардин   |

### Прыжки в воду

#### Мужчины
| Дисциплина   | Золото               | Серебро                 | Бронза                  |
| ------------ | -------------------- | ----------------------- | ----------------------- |
| Трамплин 3 м | Филлип Боггс США     | Джорджо Каньотто Италия | Александр Косенков СССР |
| Вышка 10 м   | Клаус Дибиаси Италия | Грегори Луганис США     | Владимир Алейник СССР   |

#### Женщины
| Дисциплина   | Золото                  | Серебро              | Бронза            |
| ------------ | ----------------------- | -------------------- | ----------------- |
| Трамплин 3 м | Дженнифер Чэндлер США   | Криста Кёлер ГДР     | Синтия Поттер США |
| Вышка 10 м   | Елена Вайцеховская СССР | Ульрика Кнапе Швеция | Дебора Уилсон США |

### Спортивная гимнастика

#### Мужчины
| Дисциплина            | Золото                                                                                                  | Серебро | Бронза                                                                                          |
| --------------------- | --- | --- | ----------------------------------------------------------------------------------------------- |
| Командное первенство  | Япония · Савао Като · Мицуо Цукахара · Хироси Кадзияма · Эйдзо Кэммоцу · Хисато Игараси · Сюн Фудзимото | СССР · Александр Дитятин · Николай Андрианов · Геннадий Крысин · Владимир Маркелов · Владимир Марченко · Владимир Тихонов | ГДР · Роланд Брюкнер · Райнер Ханшке · Бернд Йегер · Вольфганг Клоц · Луц Мак · Михаэль Николаи |
| Абсолютное первенство | Николай Андрианов СССР                                                                                  | Савао Като Япония | Мицуо Цукахара Япония                                                                           |
| Вольные упражнения    | Николай Андрианов СССР                                                                                  | Владимир Марченко СССР | Питер Кормэнн США                                                                               |
| Конь                  | Золтан Мадьяр Венгрия                                                                                   | Эйдзо Кэммоцу Япония | Николай Андрианов СССР                                                                          |
| Конь                  | Золтан Мадьяр Венгрия                                                                                   | Эйдзо Кэммоцу Япония | Михаэль Николаи ГДР                                                                             |
| Кольца                | Николай Андрианов СССР                                                                                  | Александр Дитятин СССР | Дэнуц Греку Румыния                                                                             |
| Опорный прыжок        | Николай Андрианов СССР                                                                                  | Мицуо Цукахара Япония | Хироси Кадзияма Япония                                                                          |
| Брусья                | Савао Като Япония                                                                                       | Николай Андрианов СССР | Мицуо Цукахара Япония                                                                           |
| Перекладина           | Мицуо Цукахара Япония                                                                                   | Эйдзо Кэммоцу Япония | Эберхард Гингер ФРГ                                                                             |
| Перекладина           | Мицуо Цукахара Япония                                                                                   | Эйдзо Кэммоцу Япония | Анри Бёрьо Франция                                                                              |

#### Женщины
| Дисциплина            | Золото                                                                                                  | Серебро | Бронза                                                                                              |
| --------------------- | --- | --- | --------------------------------------------------------------------------------------------------- |
| Командное первенство  | СССР · Светлана Гроздова · Нелли Ким · Ольга Корбут · Эльвира Саади · Мария Филатова · Людмила Турищева | Румыния · Теодора Унгуряну · Анка Григораш · Габриела Трушкэ · Надя Команечи · Марьяна Константин · Джорджета Габор | ГДР · Карола Домбек · Гитта Эшер · Керстин Гершау · Ангелика Хелльман · Марион Кише · Штеффи Кракер |
| Абсолютное первенство | Надя Команечи Румыния                                                                                   | Нелли Ким СССР | Людмила Турищева СССР                                                                               |
| Опорный прыжок        | Нелли Ким СССР                                                                                          | Людмила Турищева СССР Карола Домбек ГДР                                                                             | Не присуждалась                                                                                     |
| Брусья                | Надя Команечи Румыния                                                                                   | Теодора Унгуряну Румыния                                                                                            | Марта Эгервари Венгрия                                                                              |
| Бревно                | Надя Команечи Румыния                                                                                   | Ольга Корбут СССР                                                                                                   | Теодора Унгуряну Румыния                                                                            |
| Вольные упражнения    | Нелли Ким СССР                                                                                          | Людмила Турищева СССР                                                                                               | Надя Команечи Румыния                                                                               |

### Стрельба из лука
|         |                   | Золото           | Серебро                 | Бронза                    |
| Женщины | Личное первенство | Люанн Рион, США  | Валентина Ковпан, СССР  | Зебинисо Рустамова, СССР  |
| Мужчины | Личное первенство | Дэррел Пэйс, США | Хироси Митинага, Япония | Джанкарло Феррари, Италия |

### Стрельба
| Дисциплина                                         | Золото                     | Серебро                  | Бронза                     |
| Скорострельный пистолет, 25 м                      | Норберт Клаар ГДР          | Юрген Вифель ГДР         | Роберто Феррарис Италия    |
| Пистолет, 50 м                                     | Уве Поттек ГДР             | Харальд Фольмар ГДР      | Рудольф Доллингер Австрия  |
| Малокалиберная винтовка лёжа, 50 м                 | Карлхайнц Смишек ФРГ       | Ульрих Линд ФРГ          | Геннадий Лущиков СССР      |
| Малокалиберная винтовка с трёх позиций, 50 м       | Лэнни Бэшем США            | Маргарет Мёрдок США      | Вернер Зайбольд ФРГ        |
| Малокалиберная винтовка по движущейся мишени, 50 м | Александр Газов СССР       | Александр Кедяров СССР   | Ежи Грешкевич Польша       |
| Трап                                               | Дональд Хольдеман США      | Арманду Силва Португалия | Убальдеско Бальди Италия   |
| Скит                                               | Йозеф Паначек Чехословакия | Эрик Свинкелс Нидерланды | Веслав Гавликовский Польша |

### Стрельба из лука
|         |                   | Золото           | Серебро                 | Бронза                    |
| Женщины | Личное первенство | Люанн Рион, США  | Валентина Ковпан, СССР  | Зебинисо Рустамова, СССР  |
| Мужчины | Личное первенство | Дэррел Пэйс, США | Хироси Митинага, Япония | Джанкарло Феррари, Италия |

### Тяжёлая атлетика
| Категория    | Золото                  | Серебро                    | Бронза                   |
| До 52 кг     | Александр Воронин СССР  | Дьёрдь Кёсеги Венгрия      | Мохаммед Насири Иран     |
| До 56 кг     | Норайр Нурикян Болгария | Гжегож Чура Польша         | Кэнкити Андо Япония      |
| До 60 кг     | Николай Колесников СССР | Георгий Тодоров Болгария   | Кадзумаса Хираи Япония   |
| До 67,5 кг   | Пётр Король СССР        | Даниэль Сене Франция       | Казимеж Чарнецкий Польша |
| До 75 кг     | Йордан Митков Болгария  | Вардан Милитосян СССР      | Петер Венцель ГДР        |
| До 82,5 кг   | Валерий Шарий СССР      | Трендафил Стойчев Болгария | Петер Бачако Венгрия     |
| До 90 кг     | Давид Ригерт СССР       | Ли Джеймс США              | Атанас Шопов Болгария    |
| До 110 кг    | Юрий Зайцев СССР        | Крыстю Семерджиев Болгария | Тадеуш Рутковский Польша |
| Свыше 110 кг | Василий Алексеев СССР   | Герд Бонк ГДР              | Хельмут Лош ГДР          |

### Фехтование

#### Мужчины
| Дисциплина                  | Золото                                                                                          | Серебро | Бронза                                                                                          |
| Шпага личное первенство     | Александер Пуш ФРГ                                                                              | Ханс-Юрген Хен ФРГ                                                                                              | Дьёзё Кульчар Венгрия                                                                           |
| Шпага командное первенство  | Швеция · Карл фон Эссен · Ханс Якобсон · Рольф Эдлинг · Лейф Хёгстрём · Ёран Флодстрём          | ФРГ · Александер Пуш · Ханс-Юрген Хен · Райнхольд Бер · Фолькер Фишер · Ханнс Яна                               | Швейцария · Жан-Блез Эвекоз · Даниэль Гигер · Кристиан Каутер · Мишель Поффе · Франсуа Сюшанеки |
| Рапира личное первенство    | Фабио Даль Дзотто Италия                                                                        | Александр Романьков СССР                                                                                        | Бернар Тальвар Франция                                                                          |
| Рапира командное первенство | ФРГ · Маттиас Бер · Томас Бах · Харальд Хайн · Клаус Райхерт · Эрик Зенс-Гориус                 | Италия · Фабио Даль Дзотто · Карло Монтано · Стефано Симончелли · Джованни Баттиста Колетти · Аттилио Калатрони | Франция · Кристиан Ноэль · Бернар Тальвар · Дидье Фламан · Фредерик Петрушка · Даниэль Ревеню   |
| Сабля личное первенство     | Виктор Кровопусков СССР                                                                         | Владимир Назлымов СССР                                                                                          | Виктор Сидяк СССР                                                                               |
| Сабля командное первенство  | СССР · Виктор Кровопусков · Владимир Назлымов · Виктор Сидяк · Эдуард Винокуров · Михаил Бурцев | Италия · Марио Альдо Монтано · Микеле Маффеи · Анджело Арчидьяконо · Томмазо Монтано · Марио Туллио Монтано     | Румыния · Александру Нилка · Иоан Поп · Дан Иримичук · Корнел Марин · Марин Мустацэ             |

#### Женщины
| Дисциплина                  | Золото                                                                                         | Серебро                                                                                              | Бронза                                                                                     |
| Рапира личное первенство    | Ильдико Шварценбергер Венгрия                                                                  | Мария Консолата Коллино Италия                                                                       | Елена Белова СССР                                                                          |
| Рапира командное первенство | СССР · Елена Белова · Ольга Князева · Валентина Сидорова · Наиля Гилязова · Валентина Никонова | Франция · Брижит Гапе-Дюмон · Брижитт Латриль-Годен · Клодет Жослан · Кристин Мюзьо · Вероник Тренке | Венгрия · Ильдико Бобиш · Эдит Ковач · Магда Марош · Ильдико Шварценбергер · Ильдико Рейтё |

### Футбол
| Золото | Серебро | Бронза |
| ГДР · Ханс-Ульрих Грапентин · Вильфрид Грёбнер · Юрген Крой · Герд Вебер · Ханс-Юрген Дёрнер · Конрад Вайзе · Лотар Курбювайт · Райнхард Лаук · Герд Хайдлер · Райнхард Хефнер · Ханс-Юрген Ридигер · Бернд Бранш · Мартин Хоффман · Герд Кише · Вольфрам Лёве · Хартмут Шаде · Дитер Ридель | Польша · Ян Томашевский · Петр Мовлик · Антоний Шимановский · Ежи Горгонь · Войцех Руды · Владислав Жмуда · Зыгмунт Машчик · Гжегож Лято · Хенрик Вавровский · Хенрик Касперчак · Роман Огаза · Казимеж Кмецик · Казимеж Дейна · Анджей Шармах · Хенрик Вечорек · Леслав Цмикевич · Ян Бенигер | СССР · Владимир Астаповский (в) · Александр Прохоров (в) · Виктор Звягинцев · Виктор Матвиенко · Стефан Решко · Владимир Трошкин · Михаил Фоменко · Анатолий Коньков · Леонид Буряк · Владимир Веремеев · Виктор Колотов · Александр Минаев · Олег Блохин · Владимир Онищенко · Леонид Назаренко · Владимир Фёдоров · Давид Кипиани |

### Хоккей на траве
|         | Золото         | Серебро   | Бронза   |
| Мужчины | Новая Зеландия | Австралия | Пакистан |